# 上官雝
上官雝（？—？），蜀漢將領，官至行中典軍、討虜將軍。

## 生平
建興九年（公元231年），諸葛亮第四次北伐，當時李嚴負責後勤補給。夏秋之季，正逢陰雨連綿，糧草運輸供應不上，李嚴派參軍狐忠、督軍成藩傳話給諸葛亮，讓他撤軍，諸葛亮得到信後答應退兵。北伐大軍退還後，李嚴弄虛作假，欲逃脫責任，諸葛亮聯合出征的將領們上書劉禪，罷黜李嚴，廢李嚴為平民。上官雝時任行中典軍討虜將軍，一同上書。

## 同僚
- 刘琰，行中军师、车骑将军、都乡侯
- 魏延，使持节、前军师、征西大将军、领凉州刺史、南郑侯
- 袁綝，前将军、都亭侯
- 吴壹，左将军、领荆州刺史、高阳乡侯
- 高翔，督前部、右将军、玄乡侯
- 吴班，督后部、后将军、安乐亭侯
- 杨仪，领长史、绥军将军
- 邓芝，督左部、行中监军、扬武将军
- 刘巴，行前监军、征南将军
- 费祎，行中护军、偏将军
- 许允，行前护军、偏将军、汉成亭侯
- 丁咸，行左护军、笃信中郎将
- 刘敏，行右护军、偏将军
- 姜维，行护军、征南将军、当阳亭侯
- 胡济，行中参军、昭武中郎将
- 阎晏，行参军、建义将军
- 爨习，行参军、偏将军
- 杜义，行参军、裨将军
- 杜祺，行参军、武略中郎将
- 盛勃，行参军、绥戎都尉
- 樊岐，领从事中郎、武略中郎将